# 17090 Mundaca
17090 Mundaca este un asteroid din centura principală de asteroizi.

## Descriere
17090 Mundaca este un asteroid din centura principală de asteroizi. A fost descoperit pe 10 mai 1999 la Socorro, New Mexico, în cadrul proiectului LINEAR. Asteroidul prezintă o orbită caracterizată de o semiaxă mare de 2,37 ua, o excentricitate de 0,17 și o înclinație de 1,4° în raport cu ecliptica.